# Medicina energetică
Medicina energetică este o ramură a medicinei alternative bazată pe o credință pseudoștiințifică conform căreia vindecătorii pot canaliza „energie de vindecare” într-un pacient și pot produce rezultate pozitive. Conceptul se referă la ideea că ar fi posibil ca o ființă umană să facă să circule în sine și să transmită altcuiva o „energie” (energie provenind din univers, de la Dumnezeu, de la un înger, qi etc.).
Aceasta poartă mai multe denumiri, cum ar fi terapie energetică, dansul energetic, tehnică energetică sau chiar terapie manuală energetică.
Recenziile literaturii științifice privind vindecarea energetică au concluzionat că nu există dovezi care să susțină eficacitatea clinică. Baza teoretică a vindecării a fost criticată ca fiind implauzibilă; cercetările și recenziile care susțin medicina energetică au fost criticate pentru conținerea de erori metodologice și părtinire în selecție, iar rezultatele terapeutice pozitive au fost determinate a rezulta din mecanisme psihologice cunoscute.

## Credințe

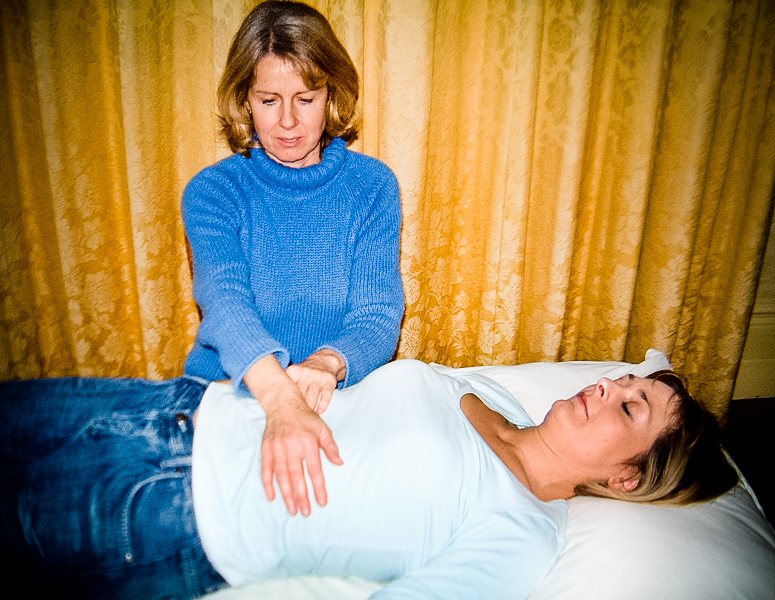
Un tratament Reiki în curs

Există diverse școli de vindecare energetică, inclusiv vindecarea energetică a biocâmpului (sau bio-fields therapy în limba engleză), vindecarea spirituală, vindecarea prin contact, vindecarea la distanță, vindecarea Pranică, atingerea terapeutică, Reiki, Qigong și dansul energetic printre altele.
Tehnici de vindecare energetică, cum ar fi atingerea terapeutică, au găsit recunoaștere în profesia de asistent medical. În 2005–2006, Asociația Nord-Americană pentru Diagnosticul de Asistență Medicală a aprobat diagnosticul de „perturbare a câmpului energetic” la pacienți, reflectând ceea ce a fost numit în mod variat o abordare „postmodernă” sau „antiștiințifică” a îngrijirii medicale. Această abordare a fost criticată puternic.
Fizicienii și scepticii critică aceste explicații ca pseudofizică – o ramură a pseudoștiinței care explică gândirea magică folosind jargon irelevant din fizica modernă pentru a exploata analfabetismul științific și pentru a impresiona pe cei neștiutori. De fapt, chiar și susținătorii entuziaști ai vindecării energetice spun că „există doar fundamente teoretice foarte fragile care stau la baza vindecării [spirituale]”.

## Eficacitate științifică
Studiile clinice nerandomizate și randomizate efectuate între 2000 și 2002 au dus la concluzia că „majoritatea studiilor riguroase nu susțin ipoteza că vindecarea la distanță are efecte terapeutice specifice.” 
Edzard Ernst, medic academic britanic-german pensionat și cercetător specializat în studiul medicinei complementare și alternative, a descris baza de dovezi pentru practicile de vindecare ca fiind „din ce în ce mai negativă”. Multe dintre recenzii au fost, de asemenea, suspectate de date fabricate, lipsă de transparență și conduită științifică incorectă. El a concluzionat că „[v]indecarea spirituală continuă să fie promovată în ciuda lipsei de plauzibilitate biologică sau a unor dovezi clinice convingătoare ... că aceste metode funcționează terapeutic și a numeroaselor dovezi care demonstrează că nu funcționează”.
Există mai multe explicații, în principal psihologice, pentru rapoartele pozitive după terapia energetică, inclusiv efectele placebo, remisia spontană și disonanța cognitivă. O recenzie din 2009 a constatat că „micile succese” raportate pentru două terapii comercializate colectiv ca „psihologie energetică” (Tehnici de Eliberare Emoțională și Tehnica de Presopunctură Tapas) „sunt potențial atribuibile tehnicilor cognitive și comportamentale bine cunoscute care sunt incluse în manipularea energetică”. Raportul a concluzionat că „[p]sihologii și cercetătorii ar trebui să fie precauți în utilizarea unor astfel de tehnici și să facă eforturi pentru a informa publicul despre efectele negative ale terapiilor care fac publicitate afirmațiilor miraculoase”.